# Coquimbiet

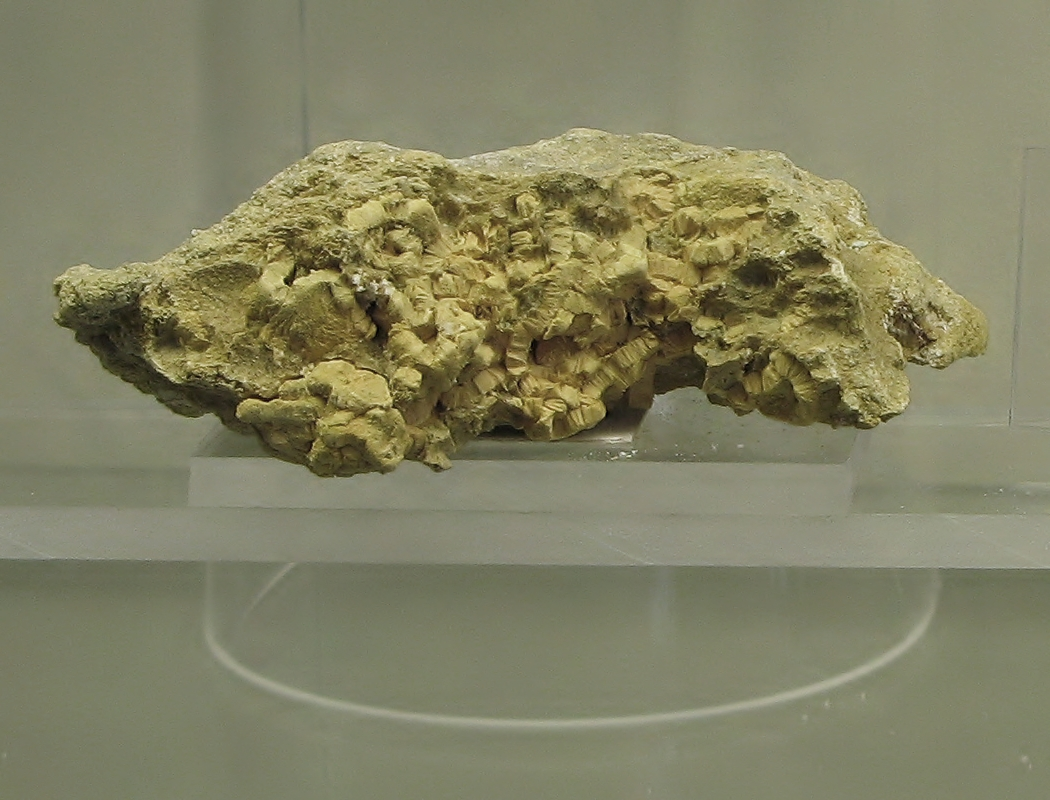
Coquimbiet

Het mineraal coquimbiet is een gehydrateerd ijzer-sulfaat met de chemische formule Fe2(SO4)3 · 9 H2O. Het heeft een trigonaal-hexagonaal kristalrooster en is blauwig, paarsig, groenig of gelig wit van kleur en transparant. De hardheid is 2,0 tot 2,1.
Coquimbiet is genoemd naar de Chileense regio Coquimbo, waar ook de typelocatie ligt.

## Verwante mineralen
- Goldichiet
- Ferricopiapiet